# Анваров, Кирилл Рамзитович
Кирилл Рамзитович Анваров (род. 1980) — российский биатлонист, неоднократный призёр чемпионата России. Мастер спорта России.

## Биография
Занимался биатлоном с 1992 года в ДЮСШ Октябрьского района (Приобье). Представлял спортивный клуб Вооружённых Сил и город Ханты-Мансийск.
На юниорском уровне становился чемпионом и призёром первенства России, в том числе в 2000 году стал победителем первенства в эстафете.
На взрослом уровне стал бронзовым призёром чемпионата России в 2003 году в гонке патрулей и в 2005 году в командной гонке, а также серебряным призёром в 2006 году в командной гонке. Во второй половине 2000-х годов завершил спортивную карьеру.